# Maziczka siewna
Maziczka siewna (Madia sativa Molina) – gatunek roślin z rodziny astrowatych (Asteraceae). Występuje w zachodniej części Ameryki Północnej oraz w południowej części Ameryki Południowej (w Chile i Argentynie). Poza tym jako roślina introdukowana rośnie w różnych krajach Europy, w Australii i na Hawajach. Jest gatunkiem typowym rodzaju maziczka Madia
Gatunek jest uprawiany dla nasion, z których pozyskuje się olej stanowiący substytut oleju oliwkowego. 

## Morfologia
PokrójRoślina jednoroczna o prosto wzniesionych, gruczołowato owłosionych pędach, osiągających do 1 m, czasem do ponad 2 m wysokości.
LiścieSzerokolancetowate do równowąskich, o długości do 18 cm i szerokości zwykle do 2 cm. Z obu stron liście są sztywno, szczecinkowato owłosione, poza tym zwykle są także ogruczolone.
KwiatyZebrane w koszyczki, a te w gęste kwiatostany złożone. Okrywy są urnowate lub jajowate o średnicy od 6 do 16 mm. Listki okrywy są ogruczolone, ich końce są prosto wzniesione lub odgięte. Dno kwiatostanu z trwałymi plewinkami. Kwiaty zewnętrzne językowate występują w liczbie od 8 do 13, rzadziej jest ich mniej. Kwiaty te są płodne, żeńskie, zielonkawożółte, czasem z ciemniejszą, czerwoną nasadą. Wewnętrzne kwiaty w koszyczku są obupłciowe, jest ich od 11 do 14. Ich korony mają do 5 mm długości i są owłosione.
OwoceNiełupki brzeżne i środkowe są podobne, czarne lub brązowe, bez puchu kielichowego.